# Jan Stankiewicz
Jan Stankiewicz (* 24. April 1969 in Allhelgona) ist ein ehemaliger schwedischer Handballspieler.

## Karriere
Jan Stankiewicz spielte in Schweden bei Norröna IL, Irsta HF und LUGI HF und anschließend in Norwegen bei Runar IL Stavanger. 1999 wechselte der 1,95 Meter große Handballtorwart nach Deutschland zum VfL Gummersbach. Hier erlangte er traurige Berühmtheit, als er am 30. November 2001 in der Bundesligapartie gegen den THW Kiel so hart mit seinem Landsmann Johan Petersson zusammenstieß, dass dieser seine Zunge verschluckte und drei Zähne verlor. Ab 2003 spielte er in der Schweiz bei Pfadi Winterthur, mit dem er 2004 die Meisterschaft gewann. 2005 ging er zurück nach Norwegen, wo er bis 2011 bei Fyllingen Bergen zwischen den Pfosten stand. Aufgrund personeller Probleme wurde er 2013 von Fyllingen reaktiviert.
Jan Stankiewicz bestritt 83 Länderspiele für die schwedische Nationalmannschaft, mit der er 1997 Vizeweltmeister und 1998 Europameister wurde.

## Sonstiges
Seine beiden Kinder Thea und Ebbe spielen ebenfalls erfolgreich Handball.